# Stenotrema deceptum
Stenotrema deceptum är en snäckart som först beskrevs av G. H. Clapp 1905.  Stenotrema deceptum ingår i släktet Stenotrema och familjen Polygyridae. Inga underarter finns listade i Catalogue of Life.